# João Clemente Baena Soares
Pour les articles homonymes, voir Soares.
João Clemente Baena Soares, né le 14 mai 1931 et mort le 7 juin 2023, est un diplomate brésilien.

## Distinctions
- Grand-croix de l'ordre du Mérite du Portugal